# Catie Ball
Catie Ball (Jacksonville, 30 settembre 1951) è un'ex nuotatrice statunitense.
Specializzata nella rana, vinse la medaglia d'oro nella staffetta 4x100 m misti ai Giochi olimpici di Città del Messico 1968. Nel 1967 vinse 3 medaglie d'oro ai Giochi panamericani, due individuali nelle gare a rana e quella della staffetta 4x100 mista.
Nel 1968, nonostante una mononucleosi che l'aveva colpita ad inizio stagione, si presenta come favorita nelle "sue" gare a rana ai Giochi olimpici di Città del Messico, anche perché, poco prima dei Giochi ai Trials statunitensi aveva battuto i propri record del mondo sui 100 e 200 rana. Tuttavia un'influenza la colpì proprio nel periodo delle olimpiadi e vinse solo l'oro della staffetta 4x100 mista, mentre nei 100 rana arrivò solo quinta. Alle successive eliminatorie dei 200 rana non prese parte, in quanto troppo debilitata fisicamente.
È diventata uno dei Membri dell'International Swimming Hall of Fame.
È stata primatista mondiale nei 100 m e 200 m rana e nella staffetta 4x100 m mista.

## Palmarès
- Olimpiadi

Città del Messico 1968: oro nella staffetta 4x100m misti.